# Steinreihe von Farranamanagh

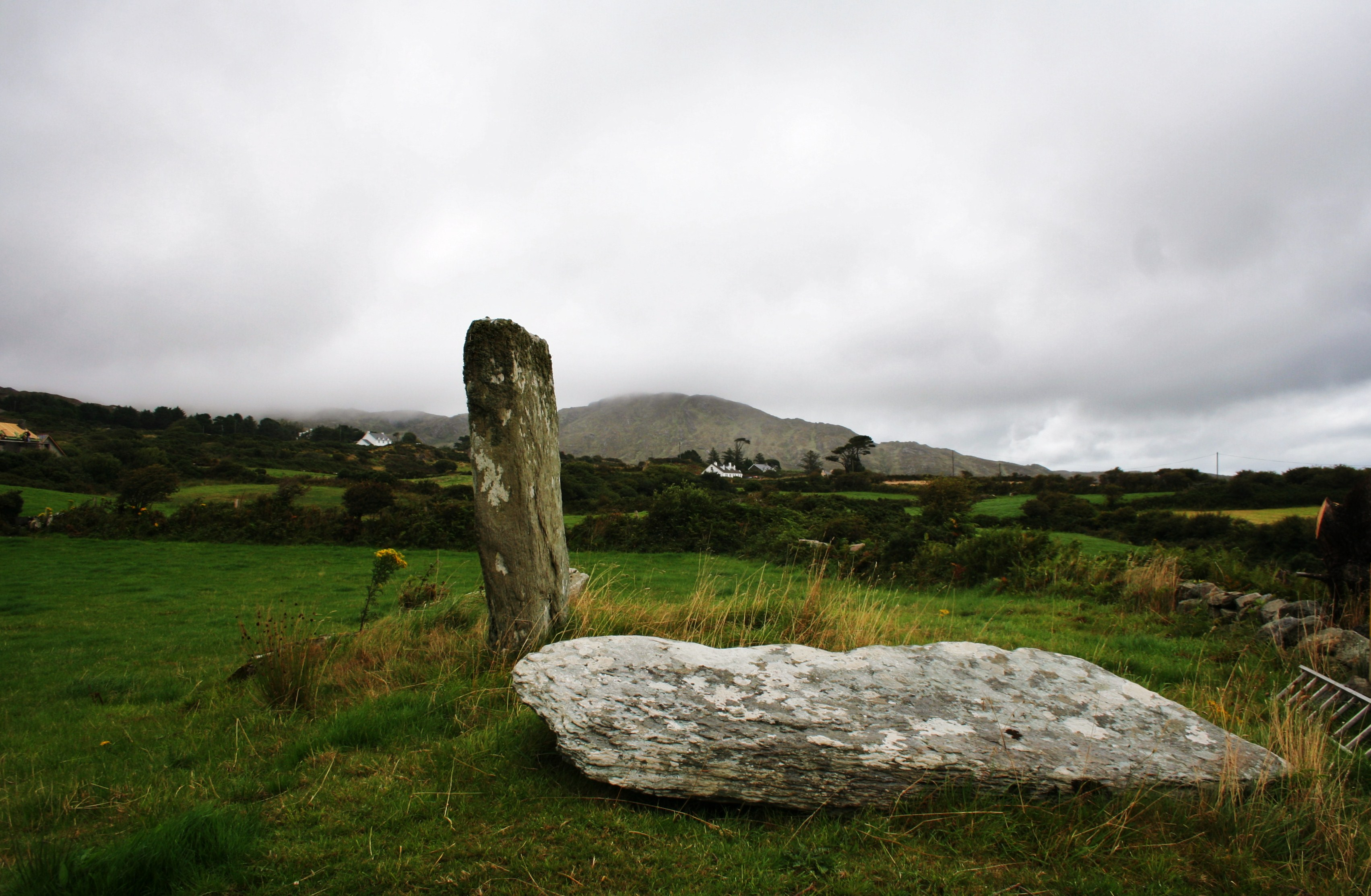
Steinreihe von Farranamanagh

Die Steinreihe von Farranamanagh (irisch Fearann na Manach) liegt nordöstlich von Kilcrohane auf der Mizen-Halbinsel (irisch Carn Uí Néid, englisch Mizen Head), deren nördlicher Finger „Sheep’s Head“ (oder „Muntervary“, irisch Rinn Mhuintir Bháire) genannt wird, im County Cork in Irland.
Farranamanagh Stone Row ist eine Steinreihe aus drei großen plattenartigen Steinen, aber nur der mittlere Stein steht noch aufrecht. Auf der Oberseite der liegenden Platte im Osten sind vier große Cupmarks, davon eine doppelte, sichtbar.
Eine alternative Erklärung für den Zustand der Steine ist, dass sie die Reste eines Wedge Tombs sind.
In der Nähe stehen das Sweathouse und der Menhir von Farranamanagh, das Passage Tomb von Peakean, das Steinpaar von Kilcrohane, sowie der Steinkreis von Gorteanish.